# Lapide di Venezia

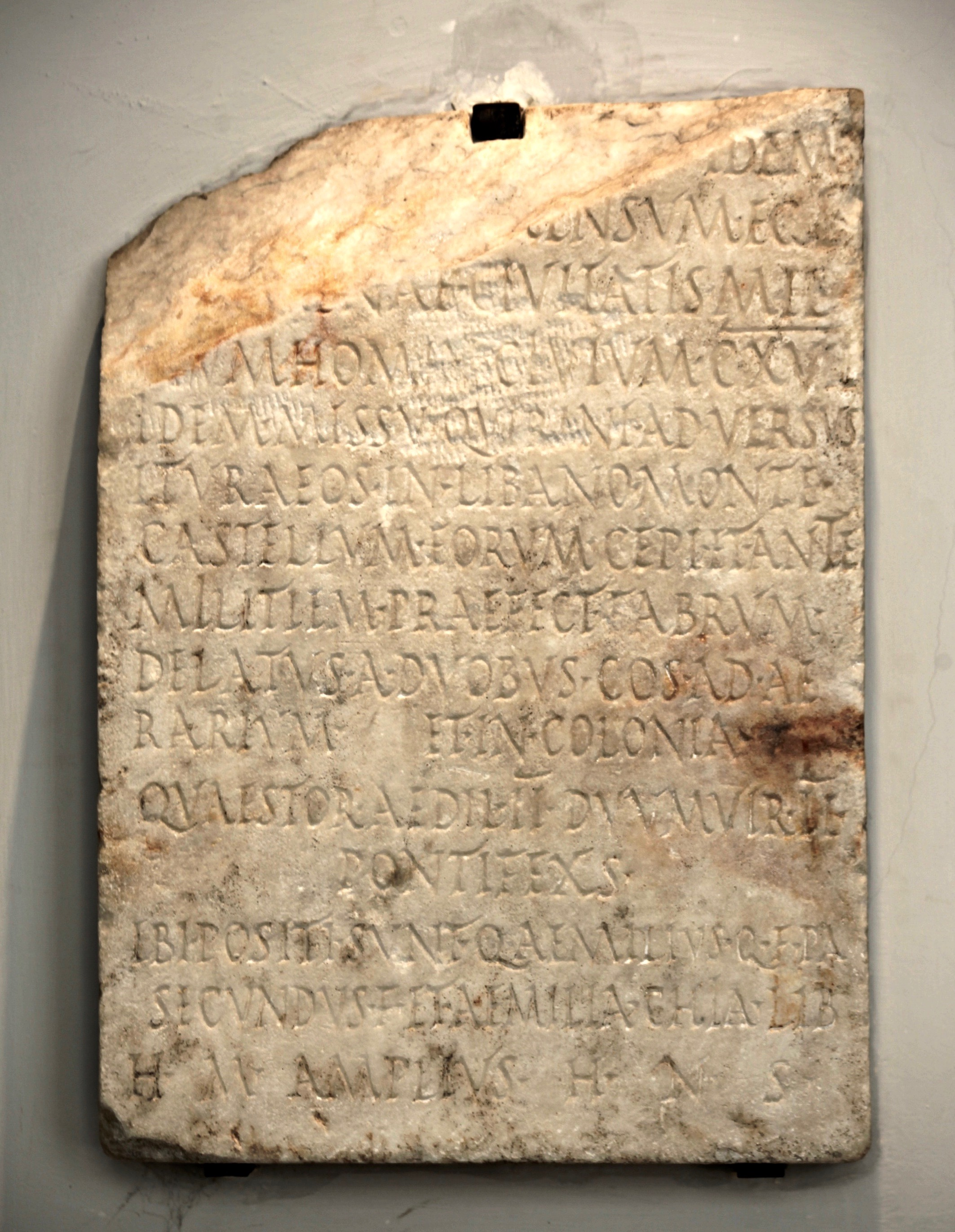
La Stele del censimento esposta al Museo archeologico nazionale di Venezia

La lapide di Venezia (in latino: Lapis Venetus o Titulus Venetus), nota anche come stele del censimento, è un'epigrafe latina conservata nel Museo archeologico nazionale di Venezia, catalogata come CIL III 6687, ILS 2683. 

## Storia e descrizione
L'iscrizione giunse a Venezia come zavorra di una nave proveniente da Beirut e rinvenuta nel 1674. L'originale venne copiato ed edito nel 1719, ma poi scomparse, cosicché la copia venne ritenuta falsa. Nel 1880 venne ritrovata alla Giudecca la parte inferiore dell'originale, riutilizzata come davanzale di una finestra nella casa di Nicolo Venier vicino a Sant'Antonio, descritta da S. Orsato.
Traduzione italiana:
La lapide nomina tra l'altro un censimento di Publio Sulpicio Quirinio (vedi censimento di Quirinio) svolto presso la città siriaca di Apamea che godeva di statuto autonomo sul modello delle polis greche.
La data del censimento non è precisata e gli studiosi lo identificano col censimento di Quirinio in Siria e Giudea nel 6-7 d.C. oppure con un censimento parallelo a quello universale indetto da Augusto nell'8 a.C. Alcuni studiosi la riferiscono all'anno del consolato di Quirinio, il 12 a.C.
Indipendentemente dalla data, secondo gli studiosi cristiani la lapide risulta una testimonianza preziosa in quanto testimonia l'esistenza di un censimento organizzato da funzionari romani in un territorio alleato: questo rende verosimile il "primo censimento" di Quirinio nominato nel Vangelo di Luca (2,1-2) nel territorio palestinese del rex socius Erode il Grande in occasione del quale nacque Gesù.